# Sociedad Linneana de Londres
La Sociedad Linneana de Londres (en inglés Linnean Society of London) es una sociedad científica dedicada al estudio y la difusión de la taxonomía. Publica estudios de zoología, de botánica y biología. También edita The Linnean, una revista consagrada a la historia de esta sociedad y a la taxonomía en general.
Se fundó en 1788 y debe su nombre al genial naturalista sueco Carlos Linneo (1707-1778). Su sede se encuentra situada en Burlington House, Piccadilly, Londres. Todas las personas de acuerdo con los objetivos de la Sociedad pueden convertirse en miembros.

## Colecciones

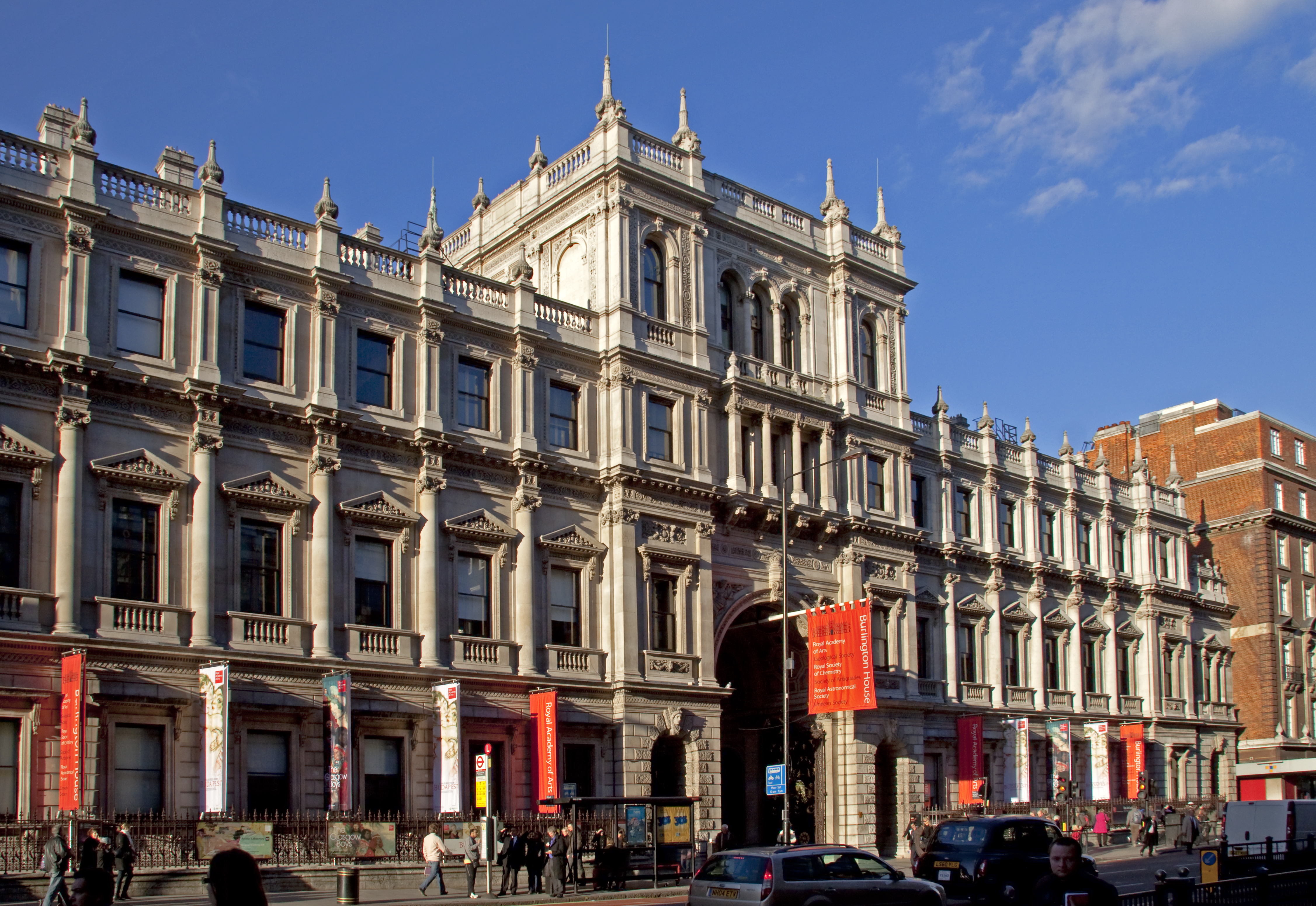
Sede de la Sociedad Linneana de Londres en Burlington House.

Las colecciones botánicas y zoológicas de Linneo que su hijo único Carlos Linneo el Joven heredó se adquirieron en 1783 por Sir James Edward Smith, primer Presidente de la Sociedad.
Hoy se conservan en la sede de la sociedad y contienen 14.000 plantas, 158 peces, 1.564 conchas, 3.198 insectos, 1600 libros y 3000 cartas y documentos. Son consultables previa cita.
La Sociedad conserva también la propia colección de plantas de Sir J.E. Smith. Se hizo un inventario en el marco del Smith Herbarium Project del Museo Nacional de Liverpool y se limpiaron y se repararon 6000 especímenes.

## Medallas y premios otorgados por la sociedad

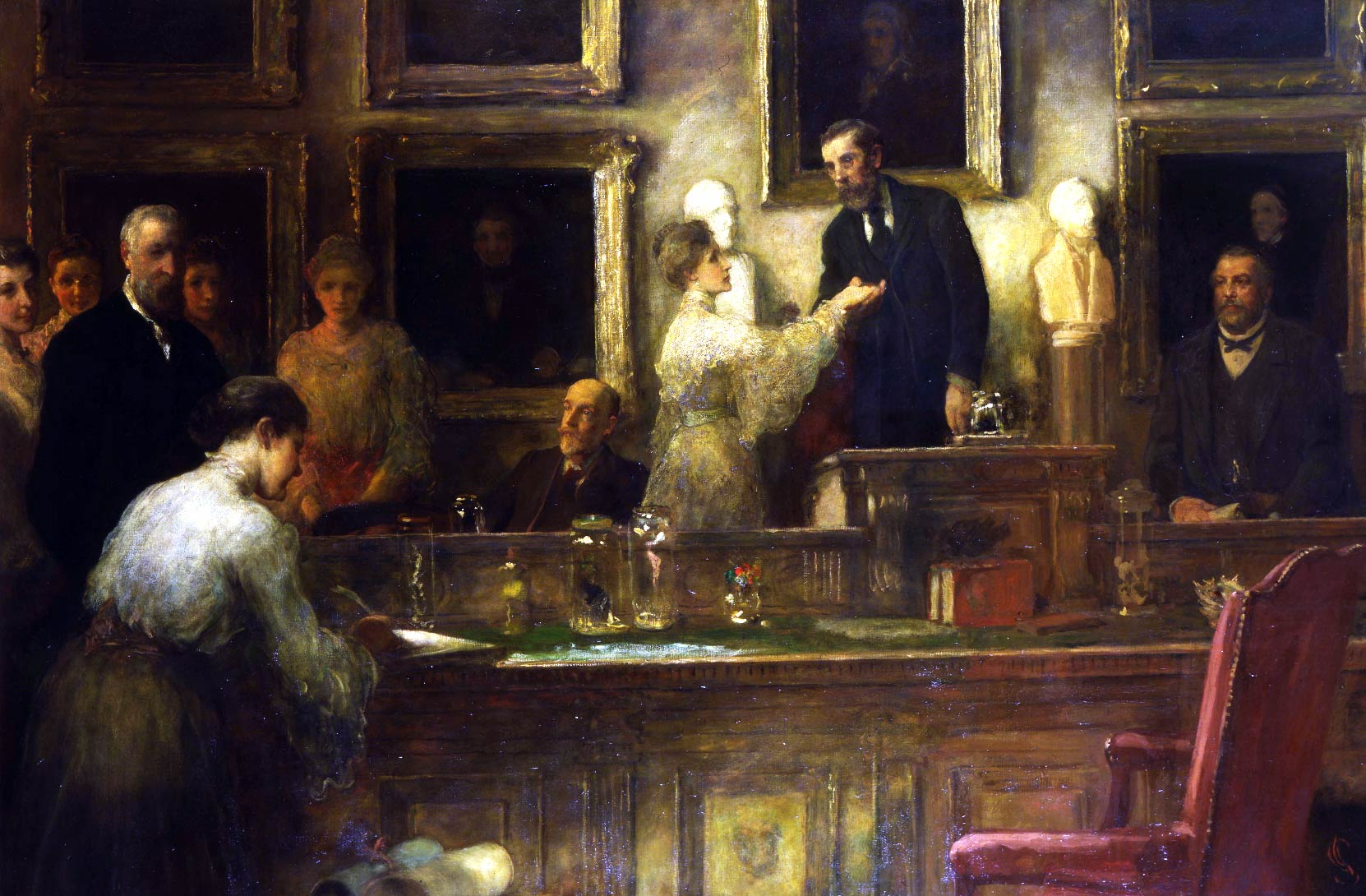
La primera admisión de mujeres como miembros de la socieda en 1905; se muestra a Lilian J. Veley firmando el libro de miembros - pintura por James Sant (1820-1916).

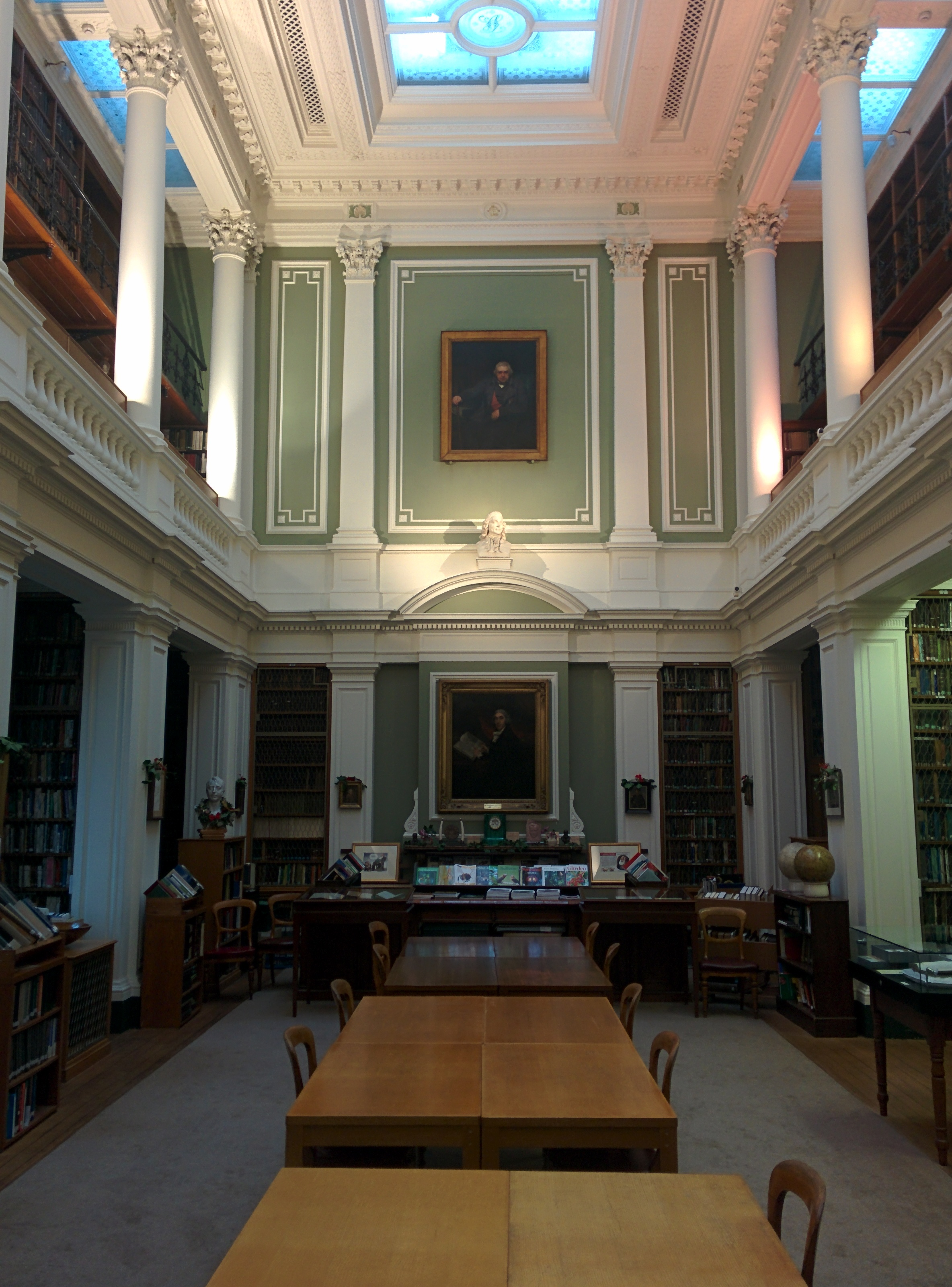
La biblioteca de Sociedad Linneana, Burlington House.

La Sociedad Linneana de Londres adjudica diferentes recompensas:
- La medalla linneana, fundada en 1888, recompensa por una vez para un botánico o para un zoólogo: en un principio, alternativamente; luego, desde 1958, de manera común.
- El premio H. H. Bloomer, establecido en 1963, gracias a la herencia de un naturalista aficionado Harry Howard Bloomer, recompensa a un naturalista no profesional que haya efectuado una gran contribución al conociemiento de la biología.
- El premio del bicentenario, inaugurado en 1978 por el 200 aniversario de la muerte de Linné, recompensa a un investigador de menos de 40 años.
- El premio Jill Smythies, implantado en 1986, se le asigna a las mejores ilustraciones de botánica.
- El premio Irene Manton, iniciado en 1990, recompensa la mejor memoria de botánica aparecida durante el año escolar.

## Lista de presidentes
- 1788-1828: James Edward Smith (1759-1828)
- 1828-1834: Edward Smith Stanley (1775-1851)
- 1834-1837: Edward Adolphus Seymour (1775-1855)
- 1837-1849: Edward Stanley (obispo de Norwich) (1779-1849)
- 1849-1853: Robert Brown (1773-1858)
- 1853-1861: Thomas Bell (1792-1880)
- 1861-1874: George Bentham (1800-1884)
- 1874-1881: George James Allman (1812-1898)
- 1881-1886: Sir John Lubbock (1834-1913)
- 1886-1890: William Carruthers (1830-1922)
- 1890-1894: Charles Stewart (1840-1907)
- 1894-1896: Charles Baron Clarke (1832-1906)
- 1896-1900: Albert Charles Lewis Günther (1830-1914)
- 1900-1904: Sydney Howard Vines (1849-1934)
- 1904-1908: Sir William Abbott Herdman (1858-1924)
- 1908-1912: Dukinfield Henry Scott (1854-1934)
- 1912-1916: Sir Edward Bagnall Poulton (1856-1943)
- 1916-1919: Sir David Prain (1857-1944)
- 1919-1923: Sir Arthur Smith Woodward (1864-1944)
- 1923-1927: Alfred Barton Rendle (1865-1938)
- 1927-1931: Sir Sidney Frederic Harmer (1862-1950)
- 1931-1934: Frederick Ernest Weiss (1865-1953)
- 1934-1937: William Thomas Calman (1871-1952)
- 1937-1940: John Ramsbottom (1885-1974)
- 1940-1943: Edward Stuart Russell (?-?)
- 1943-1946: Arthur Disbrowe Cotton (1879-1962)
- 1946-1949: Sir Gavin de Beer (1899-1972)
- 1949-1952: Felix Eugen Fritsch (1879-1954)
- 1952-1955: Robert Beresford Seymour Sewell (1880-1964)
- 1955-1958: Hugh Hamshaw Thomas (1885-1962)
- 1958-1961: Carl Frederick Abel Pantin (1899-1967)
- 1961-1964: Thomas Maxwell Harris (1903-1983)
- 1964-1967: Errol Ivor White (1901-1985)
- 1967-1970: Arthur Roy Clapham (1904-1990)
- 1970-1973: Alexander James Edward Cave (1900-2000)
- 1973-1976: Irene Manton (1904-1988)
- 1976-1979: Peter Humphry Greenwood (1927-1995)
- 1979-1982: William Thomas Stearn (1911-2001)
- 1982-1985: Robert James Berry
- 1985-1988: William Gilbert Chaloner (1928-)
- 1988–1991: Michaael Frederick Claridge
- 1991–1994: John G. Hawkes
- 1994–1997: Brian G. Gardiner
- 1997–2000: Ghillean Prance (1937-)
- 2000-2003: Sir David Cecil Smith (1930-)
- 2003–2006: Gordon McGregor Reid
- 2006–2009: David Frederick Cutler (1939-)
- 2009– Vaughan R. Southgate

## Sociedades linneanas en el mundo

### Australia
- Linnean Society of New South Wales

### Canadá
- Société linnéenne du Québec

### Francia
- La Société Linnéenne de la Seine Maritime.
- Société Linnéenne de Lyon.
- Société Linnéenne de Provence.
- Société Linnéenne de Bordeaux.
- Société Linnéenne de Normandie.

### Suecia
- Sociedad Lineana Sueca.

### Reino Unido
- The Linnean Society of London.

### EE. UU.
- The Linnean Society of Lake Superior, Inc.
- The Linnaean Society of New York.